# U-19-Fußball-Europameisterschaft 2022
Die Endrunde der 36. U-19-Europameisterschaft fand vom 18. Juni bis 1. Juli 2022 in der Slowakei statt.  Es war die erste Austragung nach zwei COVID-19-bedingten Absagen. Insgesamt nahmen acht Mannschaften daran teil. Titelverteidiger Spanien scheiterte in der Qualifikation an Österreich. Von den 55 UEFA-Mitgliedern hatte nur Liechtenstein keine Mannschaft gemeldet. Die Qualifikation wurde letztmals im alten Format durchgeführt. Für die nächste Austragung 2023 wurde ein neues Format beschlossen, das sich an der UEFA Nations League orientiert und schon für die parallel laufenden Qualifikationen für die U-17-Fußball-Europameisterschaft der Frauen 2022 und U-19-Fußball-Europameisterschaft der Frauen 2022 angewandt wird.
Die Endrunde diente zugleich als europäische Qualifikation für die FIFA-U20-Weltmeisterschaft 2023 in Indonesien, für die sich fünf Mannschaften qualifizieren konnten: die vier Halbfinalisten und der Sieger des WM-Play-off-Spiels zwischen den beiden Gruppen-Dritten.

## Vergabe
Das Exekutivkomitee des europäischen Verbandes der UEFA hatte der Slowakei erstmals den Zuschlag für die Ausrichtung der U19-Europameisterschaft erteilt.

## Qualifikation
Die Qualifikation zu dem Turnier fand in zwei Stufen statt. Auf die erste Qualifikationsrunde, die im Herbst 2021 stattfand, folgte eine zweite Runde, Eliterunde genannt, die im Frühjahr 2022 ausgetragen wird. Die Slowakei ist als Gastgeber direkt qualifiziert und nahm nicht an der Qualifikation teil.

### Erste Runde
Die Auslosung der ersten Runde erfolgte am 9. Dezember 2020 in Nyon. Portugal war aufgrund des UEFA-Koeffizienten direkt für die Eliterunde qualifiziert. Die übrigen 52 Teilnehmer wurden auf 13 Gruppen à vier Mannschaften aufgeteilt. Die Gruppenersten und -zweiten erreichten die Eliterunde im Frühjahr 2022. Die Schweiz scheiterte in Gruppe 1 an England und Schweden, Deutschland setzte sich in Gruppe 2 zusammen mit Russland gegen gastgebende Griechen und die Färöer durch. Österreich und Ungarn konnten sich zusammen in Ungarn gegen Belarus und Estland durchsetzen.

### Eliterunde
Die Auslosung der Eliterunde fand am 8. Dezember 2021 in Nyon statt. In der Eliterunde wurden die verbleibenden Mannschaften in sieben Gruppen à vier Mannschaften eingeteilt. Jede Gruppe spielte ein Mini-Turnier in einem Land aus. Die sieben Gruppensieger der Eliterunde qualifizieren sich für die Endrunde. Die Eliterunde findet vom 23. März bis 7. Juni 2022  statt. Deutschland traf in Gruppe 5, die in Finnland spielte, neben dem Gastgeber auf Italien und Belgien, wurde aber nur Gruppenletzter und konnte sich dementsprechend nicht für die Endrunde qualifizieren. Österreich spielte in Gruppe 7 gegen Gastgeber Spanien remis und gewann gegen Dänemark, das gegen Spanien auch remis spielte, sodass sich Österreich qualifizieren konnte.
Die Auslosung ergab folgende Gruppen (Reihenfolge nach Endplatzierung bzw. Reihenfolge bei der Auslosung):
| Gruppe 1   | Gruppe 2                | Gruppe 3  | Gruppe 4   | Gruppe 5    | Gruppe 6      | Gruppe 7   |
| ---------- | ----------------------- | --------- | ---------- | ----------- | ------------- | ---------- |
| Israel     | Frankreich 1            | England 1 | Rumänien   | Italien     | Niederlande 1 | Österreich |
| Ungarn 1   | Bosnien und Herzegowina | Portugal  | Island     | Belgien     | Ukraine       | Spanien 1  |
| Schottland | Tschechien              | Irland    | Georgien   | Finnland 1  | Norwegen      | Dänemark   |
| Türkei     | Schweden                | Armenien  | Kroatien 1 | Deutschland | Serbien       | Russland 2 |

## Teilnehmer
Gastgeber Slowakei ist automatisch für die Endrunde qualifiziert. Die weiteren sieben Plätze gehen an die sieben Gruppensieger der Eliterunde, die vom 23. März bis 7. Juni 2022 ausgespielt wird. Die für die Eliterunde qualifizierte russische Mannschaft wurde nach dem russischen Überfall auf die Ukraine ausgeschlossen.
- Slowakei (Gastgeber)
- Israel – Sieger Gruppe 1
- Frankreich – Sieger Gruppe 2
- England  – Sieger Gruppe 3
- Rumänien  – Sieger Gruppe 4
- Italien – Sieger Gruppe 5
- Serbien  – Sieger Gruppe 6
- Österreich – Sieger Gruppe 7

Die Auslosung der Endrunde fand am Donnerstag, 28. April an der X-Bionic Sphere in Šamorín statt. Dabei war die Qualifikation in Gruppe 6 noch nicht abgeschlossen.

## Austragungsorte
Als Austragungsstätten wurden fünf Stadien benannt.
| Senec |

| Trnava |

| Dunajská Streda |

| Banská Bystrica |

| Žiar nad Hronom |

| Senec |

| Trnava |

| Dunajská Streda |

| Banská Bystrica |

| Žiar nad Hronom |

## Vorrunde

### Modus
Die Vorrunde wird in zwei Gruppen mit jeweils vier Mannschaften ausgetragen. Die zwei Gruppensieger und Zweitplatzierten qualifizieren sich für das Halbfinale. Die Gruppenspiele finden vom 18. bis 25. Juni 2022 statt.
Wenn zwei oder mehr Mannschaften derselben Gruppe nach Abschluss der Gruppenspiele die gleiche Anzahl Punkte aufweisen, wird die Platzierung nach folgenden Kriterien in dieser Reihenfolge ermittelt:
a. höhere Punktzahl aus den Direktbegegnungen der betreffenden Mannschaften;
b. bessere Tordifferenz aus den Direktbegegnungen der betreffenden Mannschaften;
c. größere Anzahl erzielter Tore aus den Direktbegegnungen der betreffenden Mannschaften;
d. wenn es nach Anwendung der Kriterien a) bis c) eine Unterscheidung gab, dabei aber immer noch mehrere Mannschaften gleichauf liegen, werden die Kriterien a) bis c) auf die Direktbegegnungen der betreffenden Mannschaften erneut angewandt. Führt dieses Vorgehen keine Entscheidung herbei, werden die Kriterien e) bis h) angewandt;
e. bessere Tordifferenz aus allen Gruppenspielen;
f. größere Anzahl erzielter Tore aus allen Gruppenspielen;
g. geringere Gesamtzahl an Strafpunkten auf der Grundlage der in allen Gruppenspielen erhaltenen gelben und roten Karten (rote Karte = 3 Punkte, gelbe Karte = 1 Punkt, Platzverweis nach zwei gelben Karten in einem Spiel = 3 Punkte);
h. UEFA-Koeffizient bei der Auslosung zur Qualifikation;
Treffen zwei Mannschaften im letzten Gruppenspiel aufeinander, die dieselbe Anzahl Punkte sowie die gleiche Tordifferenz und gleiche Anzahl erzielter und erhaltener Tore aufweisen, und endet das betreffende Spiel unentschieden, wird die endgültige Platzierung der beiden Mannschaften durch Elfmeterschießen ermittelt, vorausgesetzt, dass keine andere Mannschaft derselben Gruppe nach Abschluss aller Gruppenspiele dieselbe Anzahl Punkte aufweist. Haben mehr als zwei Mannschaften dieselbe Anzahl Punkte, finden die oberen Kriterien Anwendung.

### Gruppe A
| Pl. | Land       | Sp. | S | U | N | Tore    | Diff. | Punkte |
| --- | ---------- | --- | - | - | - | ------- | ----- | ------ |
| 1.  | Frankreich | 3   | 3 | 0 | 0 | 011:200 | +9    | 09     |
| 2.  | Italien    | 3   | 2 | 0 | 1 | 004:500 | −1    | 06     |
| 3.  | Slowakei   | 3   | 1 | 0 | 2 | 001:600 | −5    | 03     |
| 4.  | Rumänien   | 3   | 0 | 0 | 3 | 002:500 | −3    | 0      |

|                                                    |   |            |           |
| Sa., 18. Juni 2022 um 17:30 Uhr in Trnava          |   |            |           |
| Slowakei                                           | – | Frankreich | 0:5 (0:2) |
| Sa., 18. Juni 2022 um 20:00 Uhr in Dunajská Streda |   |            |           |
| Italien                                            | – | Rumänien   | 2:1 (0:0) |
| Di., 21. Juni 2022 um 17:30 Uhr in Trnava          |   |            |           |
| Slowakei                                           | – | Italien    | 0:1 (0:1) |
| Di., 21. Juni 2022 um 20:00 Uhr in Dunajská Streda |   |            |           |
| Rumänien                                           | – | Frankreich | 1:2 (0:2) |
| Fr., 24. Juni 2022 um 17:30 Uhr in Trnava          |   |            |           |
| Rumänien                                           | – | Slowakei   | 0:1 (0:0) |
| Fr., 24. Juni 2022 um 17:30 Uhr in Dunajská Streda |   |            |           |
| Frankreich                                         | – | Italien    | 4:1 (2:1) |

### Gruppe B
| Pl. | Land       | Sp. | S | U | N | Tore    | Diff. | Punkte |
| --- | ---------- | --- | - | - | - | ------- | ----- | ------ |
| 1.  | England    | 3   | 3 | 0 | 0 | 007:000 | +7    | 09     |
| 2.  | Israel     | 3   | 1 | 1 | 1 | 006:500 | +1    | 04     |
| 3.  | Österreich | 3   | 1 | 0 | 2 | 005:800 | −3    | 03     |
| 4.  | Serbien    | 3   | 0 | 1 | 2 | 004:900 | −5    | 01     |

|                                                    |   |            |           |
| So., 19. Juni 2022 um 17:30 Uhr in Žiar nad Hronom |   |            |           |
| Serbien                                            | – | Israel     | 2:2 (1:1) |
| So., 19. Juni 2022 um 20:00 Uhr in Banská Bystrica |   |            |           |
| England                                            | – | Österreich | 2:0 (1:0) |
| Mi., 22. Juni 2022 um 17:30 Uhr in Žiar nad Hronom |   |            |           |
| Israel                                             | – | Österreich | 4:2 (2:1) |
| Mi., 22. Juni 2022 um 20:00 Uhr in Banská Bystrica |   |            |           |
| England                                            | – | Serbien    | 4:0 (2:0) |
| Sa., 25. Juni 2022 um 20:00 Uhr in Banská Bystrica |   |            |           |
| Österreich                                         | – | Serbien    | 3:2 (1:1) |
| Sa., 25. Juni 2022 um 20:00 Uhr in Žiar nad Hronom |   |            |           |
| Israel                                             | – | England    | 0:1 (0:1) |

## Finalrunde

### WM-Play-off
|                                          |   |            |           |
| Di. 28. Juni 2022 um 17:00 Uhr in Trnava |   |            |           |
| Slowakei                                 | – | Österreich | 1:0 (0:0) |

### Halbfinale
Die genaue Zuordnung der Halbfinalpartien zu Austragungsort und -zeit erfolgte nach dem Abschluss der Gruppenphase.
|                                           |   |         |           |
| 28. Juni 2022 um 17:00 Uhr in Senec       |   |         |           |
| England                                   | – | Italien | 2:1 (0:1) |
| 28. Juni 2022 um 20:00 in Dunajská Streda |   |         |           |
| Frankreich                                | – | Israel  | 1:2 (0:1) |

### Finale
| Israel                                                                              | Israel | England | England |
| ----------------------------------------------------------------------------------- | --- | --- | ------- |
| Israel                                                                              | \| Finale \| \| Fr., 1. Juli 2022 um 20:00 Uhr in Trnava (City Arena – Štadión Antona Malatinského) \| \| Ergebnis: 1:3 n. V. (1:1, 1:0) \| \| Zuschauer: 3.005 \| \| Schiedsrichter: António Nobre ( Portugal) \| \| Spielbericht \|                                            | \| Finale \| \| Fr., 1. Juli 2022 um 20:00 Uhr in Trnava (City Arena – Štadión Antona Malatinského) \| \| Ergebnis: 1:3 n. V. (1:1, 1:0) \| \| Zuschauer: 3.005 \| \| Schiedsrichter: António Nobre ( Portugal) \| \| Spielbericht \|                                                                         | England |
| Israel                                                                              | Tomer Tzarfati • Roy Revivo, Or Israelov, Stav Lemkin, Ilay Feingold (90.+2' Ilay Tomer) • El-Yam Kanzapolsky (67. Roy Navi), Ilay Madmon • Ariel Lugasi (86. Dor Turgeman), Oscar Gloukh, Tai Abed (86. Nehorai Ifrah) • Ahmad Ebraheim (67. Idan Gorno) Cheftrainer: Ofir Haim | Matthew Cox • Callum Doyle, Jarell Quansah, Ronnie Edwards • Carney Chukwuemeka, Alex Scott (73. Tim Iroegbunam) • Harvey Vale, Daniel Oyegoke (Brooke Norton-Cuffy/73.) • Alfie Devine (85. Luke Chambers) • Jamie Bynoe-Gittens (58. Aaron Ramsey), Dane Scarlett (105. Liam Delap) Cheftrainer: Ian Foster | England |
| Israel                                                                              | 1:0 Gloukh (40.) | 1:1 Doyle (52.) 1:2 Chukwuemeka (108.) 1:3 Ramsey (116.) | England |
| Israel                                                                              | Feingold (17.), Kanzapolsky (45.+1'), Turgeman (107.), Madmon (120.) | Edwards (39.), Doyle (42.), Scott (56.), Norton-Cuffy (90.+3'), Iroegbunam (115.), Chukwuemeka (120.) | England |
| Finale                                                                              | | |         |
| Fr., 1. Juli 2022 um 20:00 Uhr in Trnava (City Arena – Štadión Antona Malatinského) | | |         |
| Ergebnis: 1:3 n. V. (1:1, 1:0)                                                      | | |         |
| Zuschauer: 3.005                                                                    | | |         |
| Schiedsrichter: António Nobre ( Portugal)                                           | | |         |
| Spielbericht                                                                        | | |         |

## Torschützen
Nachfolgend aufgelistet sind die Torschützen der Endrunde.
| Rang | Spieler            | Tore | Vorlagen | Spielminuten |
| ---- | ------------------ | ---- | -------- | ------------ |
| 01   | Loum Tchaouna      | 4    | 2        | 331          |
| 02   | Alan Virginius     | 3    | 3        | 243          |
| 03   | Carney Chukwuemeka | 3    | 2        | 456          |
| 04   | Dane Scarlett      | 2    | 1        | 334          |
| 05   | Oscar Gloukh       | 2    | 1        | 441          |
| 06   | Cristian Volpato   | 2    | 0        | 180          |
| 07   | Ange Bonny         | 2    | 0        | 197          |
| 08   | Marko Lazetić      | 2    | 0        | 198          |
| 09   | Leopold Querfeld   | 2    | 0        | 360          |
| 10   | Alfie Devine       | 1    | 2        | 375          |
| 11   | Martin Adeline     | 1    | 1        | 207          |
| 12   | Aaron Ramsey       | 1    | 1        | 223          |
| 13   | Giuseppe Ambrosino | 1    | 1        | 264          |
| 14   | Tai Abed           | 1    | 1        | 286          |
| 15   | Florent Da Silva   | 1    | 1        | 293          |
| 16   | Yusuf Demir        | 1    | 1        | 333          |
| 17   | Ariel Lugasi       | 1    | 1        | 372          |
| 18   | Taïryk Arconte     | 1    | 0        | 29           |
| 19   | Daniel Jebbison    | 1    | 0        | 37           |
| 20   | Petar Ratkov       | 1    | 0        | 93           |
| 21   | Liam Delap         | 1    | 0        | 109          |
| 22   | Tommaso Baldanzi   | 1    | 0        | 166          |
| 23   | Luca Andronache    | 1    | 0        | 176          |
| 24   | Fabio Miretti      | 1    | 0        | 195          |
| 25   | Andrei Coubiș      | 1    | 0        | 201          |
| 26   | Adam Griger        | 1    | 0        | 231          |
| 27   | Ahmad Ebraheim     | 1    | 0        | 270          |
| 28   | Stefan Leković     | 1    | 0        | 270          |
| 29   | Samuel Kopásek     | 1    | 0        | 288          |
| 30   | Alex Scott         | 1    | 0        | 317          |
| 31   | Adis Jasic         | 1    | 0        | 342          |
| 32   | Lukas Wallner      | 1    | 0        | 360          |
| 33   | El Yam Kanzapolsky | 1    | 0        | 375          |
| 34   | Callum Doyle       | 1    | 0        | 434          |
| 35   | Jarell Quansah     | 1    | 0        | 436          |
| 36   | Ilay Madmon        | 1    | 0        | 456          |

- Eigentor:   Souleymane Touré

## Schiedsrichter
Für das Turnier nominierte die UEFA insgesamt 6 Schiedsrichter sowie 8 Schiedsrichterassistenten. Dabei wurden keine festen Gespanne nominiert, sondern Schiedsrichter und Assistenten erst im Laufe des Turniers einander zugewiesen. Zudem kommen zwei weitere Schiedsrichter ausschließlich als Vierte Offizielle zum Einsatz.
| Schiedsrichter         | Assistenten              | Vierte Offizielle |
| ---------------------- | ------------------------ | ----------------- |
| Nathan Verboomen       | Mathias Hillaert         | Gergő Bogár       |
| Morten Krogh           | Steffen Beck Bramsen     | Adam Ladebäck     |
| Goga Kikatscheischwili | Davit Gabisonia          |                   |
| Manfredas Lukjančukas  | Edgaras Bučinskas        |                   |
| Matthew De Gabriele    | Luke Portelli            |                   |
| António Nobre          | Pedro Nuno de Sá Martins |                   |
|                        | Turkka Joonas Valjakka   |                   |
|                        | Deniz Sokolow            |                   |